# 利特爾約翰適配器

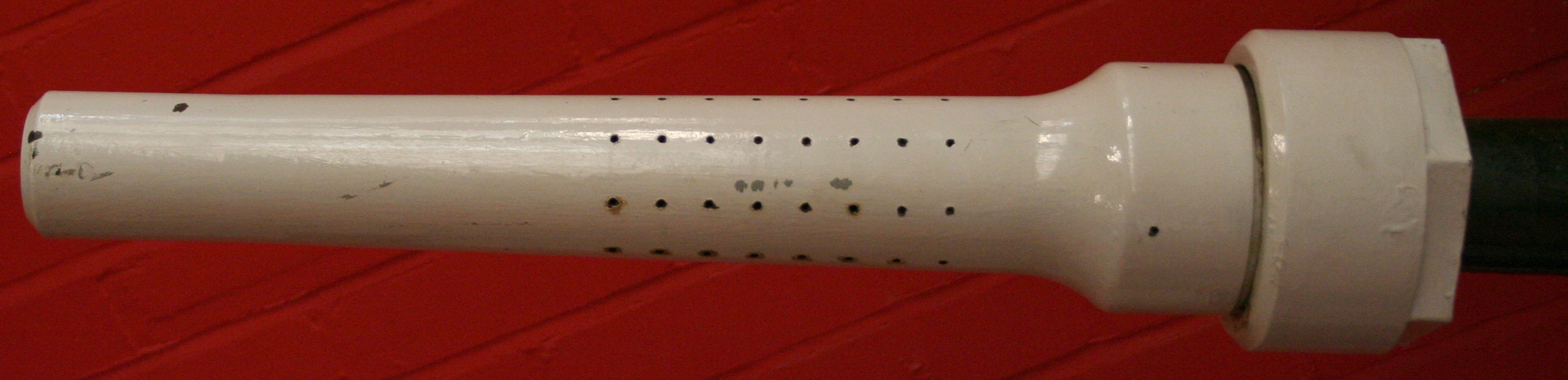
在博文頓坦克博物館中展出的利特爾約翰適配器

利特爾約翰適配器（Littlejohn adaptor）是一種可以安裝在QF 2磅炮（40mm）上的設備。在第二次世界大戰中，它通過讓2磅炮的發射方式變為壓縮膛來提高其服役壽命。它是由一個叫František Janeček的對壓縮膛發射十分有研究的捷克設計師、工廠主設計的。他因為1930年代捷克斯洛伐克被納粹德國佔領而逃難到了英國。

## 設計

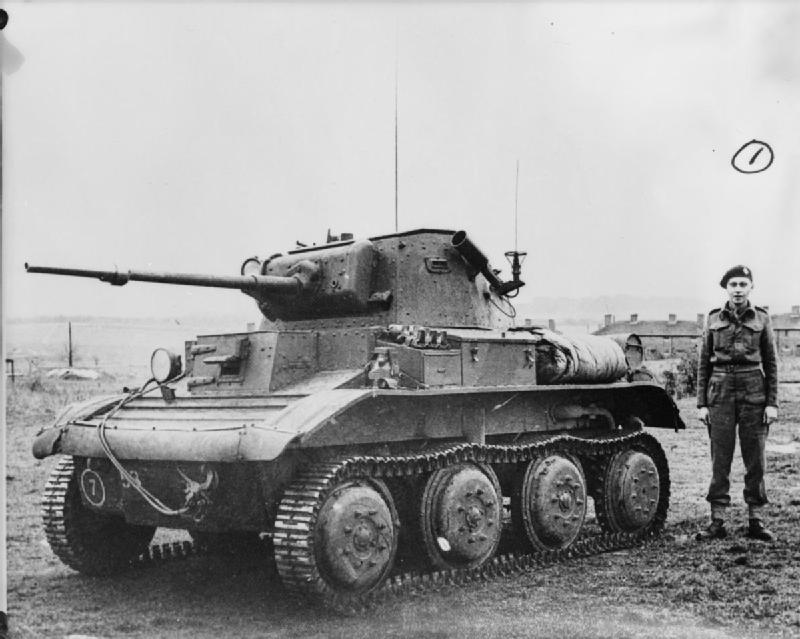
安裝利特爾約翰適配器的Mk VII領主輕型坦克（炮管最前方）

這種適配器能夠使安裝它的2磅炮口徑減小。并搭配複合非硬芯穿甲彈（APCNR）使用。
炮彈在通過原來的炮管時候，和以前沒什麼區別。但是在進入適配器后，炮彈外層較軟的金屬被壓縮——從40mm被壓縮到30mm。這樣，在被射出時，使得在同樣的重量下有了更小的橫截面積。並使得其炮口初速度加快，軌跡更平緩。這一裝置使得發射APCNR的2磅炮穿甲能力和發射脫殼穿甲彈（APDS）的QF 6磅炮（57mm）穿甲能力相當。

使用APCNR的炮口初速度為1,143 m/s，對比1.2kg的常規穿甲弹的792 m/s。它可以擊穿88mm的裝甲。
在1942年，美軍也想過研製一款同類的安裝在M3 37mm火炮上的適配器，但是在測試后，這個裝置損壞了。

## 應用
這個適配器安裝在一些諸如戴姆勒裝甲車的英軍裝甲車上，因為設計上的原因，它們沒法安裝更大的火炮。同時，它還被安裝在Mk.VII輕型坦克上，這個可以隨時拆卸的裝置大大提高了它們的穿甲能力。

## 腳註
1. ↑  Williams, Anthony G. .   [5 December 2010]. （原始内容存档于2013年3月15日）.
2. ↑  .   [2010-12-05]. （原始内容存档于2013-03-15）. Littlejohn adaptor
3. ↑  Zaloga, Delf - US Anti-tank Artillery 1941-45, p 6-7.